# Straßenradsport-Weltmeisterschaften/Straßenrennen der Männer

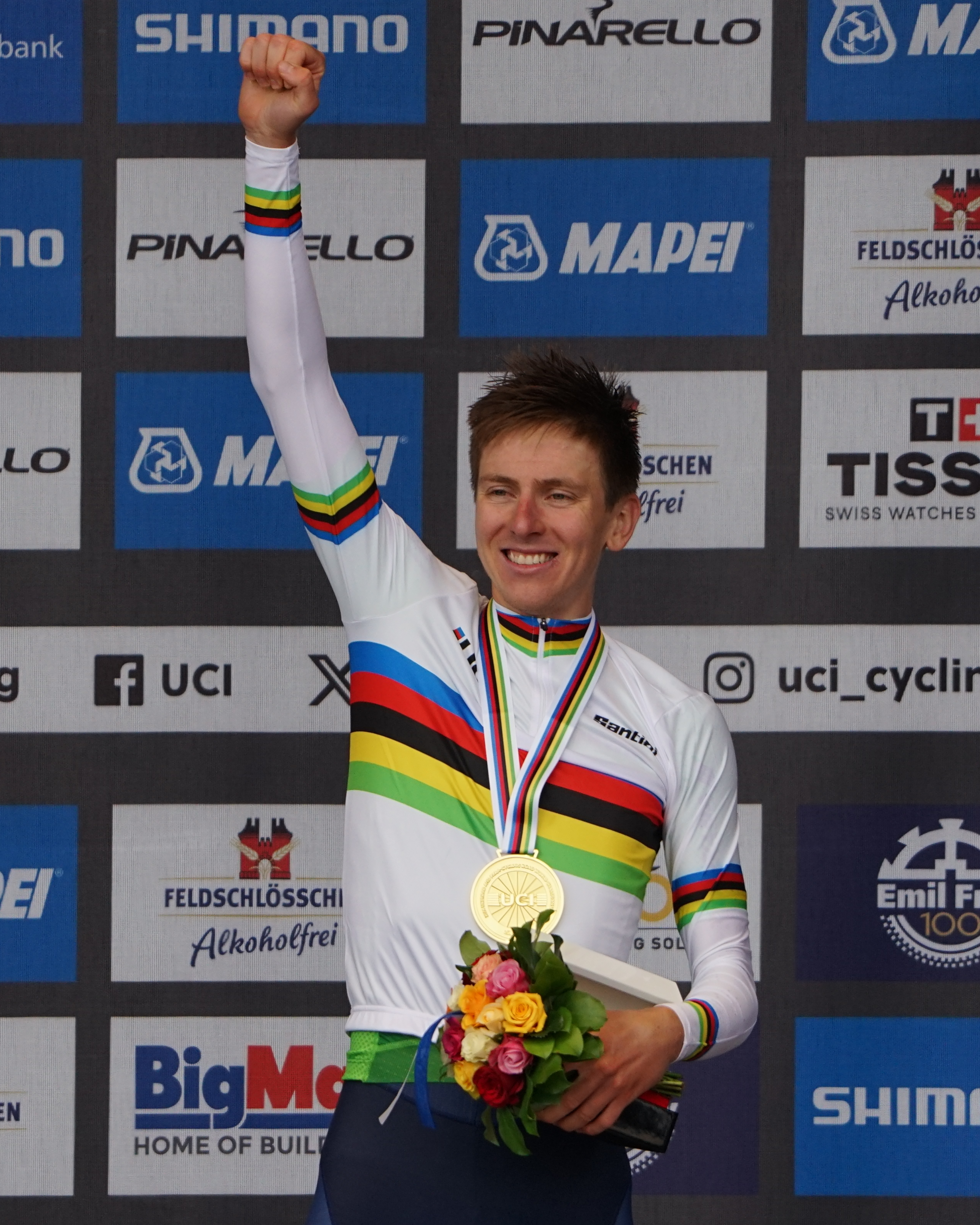
Tadej Pogačar, Weltmeister 2024

Das Straßenrennen der Männer ist ein Wettbewerb bei den Straßenradsport-Weltmeisterschaften. Als Ursprung dieses Wettbewerbs wird allgemein 1927 angesehen, als die UCI auf dem Nürburgring erstmals ein WM-Rennen für Profi-Fahrer organisierte. Bereits seit 1921 hatte es ein Straßenrennen der Amateure gegeben.
Die Wettbewerbe für Profis und für Amateure bestanden nebeneinander bis 1995, wobei das Profi-Rennen im Allgemeinen über eine längere Distanz führte. Das Amateur-Rennen wurde von Nachwuchstalenten bestritten, die sich so für einen Profi-Vertrag empfehlen konnten, sowie ab den 1950er Jahren von den Staatsamateuren des Ostblocks. Im Westen genoss naturgemäß das Profi-Rennen das höhere Prestige, im Osten das Amateur-Rennen. Mit dem Ende des Ostblocks und der Aufhebung der Amateur-Regeln bei Olympischen Spielen wurde die Trennung der beiden Wettbewerbe obsolet. Es gibt seither nur noch ein Rennen für die Alterskategorie Elite, die alle Fahrer ab 23 Jahren umfasst. Die UCI selbst sieht das Elite-Rennen in der Tradition des Profi-Rennens, während sie das neu geschaffene U23-Rennen in der Tradition des Amateur-Rennens sieht.
Die Länge des Straßenrennens beträgt zwischen 250 und 280 Kilometern, womit es eines der längsten Rennen der Saison ist. Es wird meist auf einem Rundkurs in der Umgebung des Austragungsorts gefahren. Je nach Charakteristik des Parcours haben unterschiedliche Fahrertypen (Sprinter, Bergfahrer oder Puncheurs) die besten Erfolgsaussichten.
Bei der ersten Ausrichtung 1927 fuhren Profis und Amateure im selben Rennen, wurden aber getrennt gewertet. 1931 fand es in Form eines Einzelzeitfahrens statt, was damals aber nicht als separate Disziplin gesehen wurde. Mit Ausnahme einer Zwangspause während des Zweiten Weltkriegs fand das Rennen seit Beginn in jedem Jahr statt.

## Palmarès

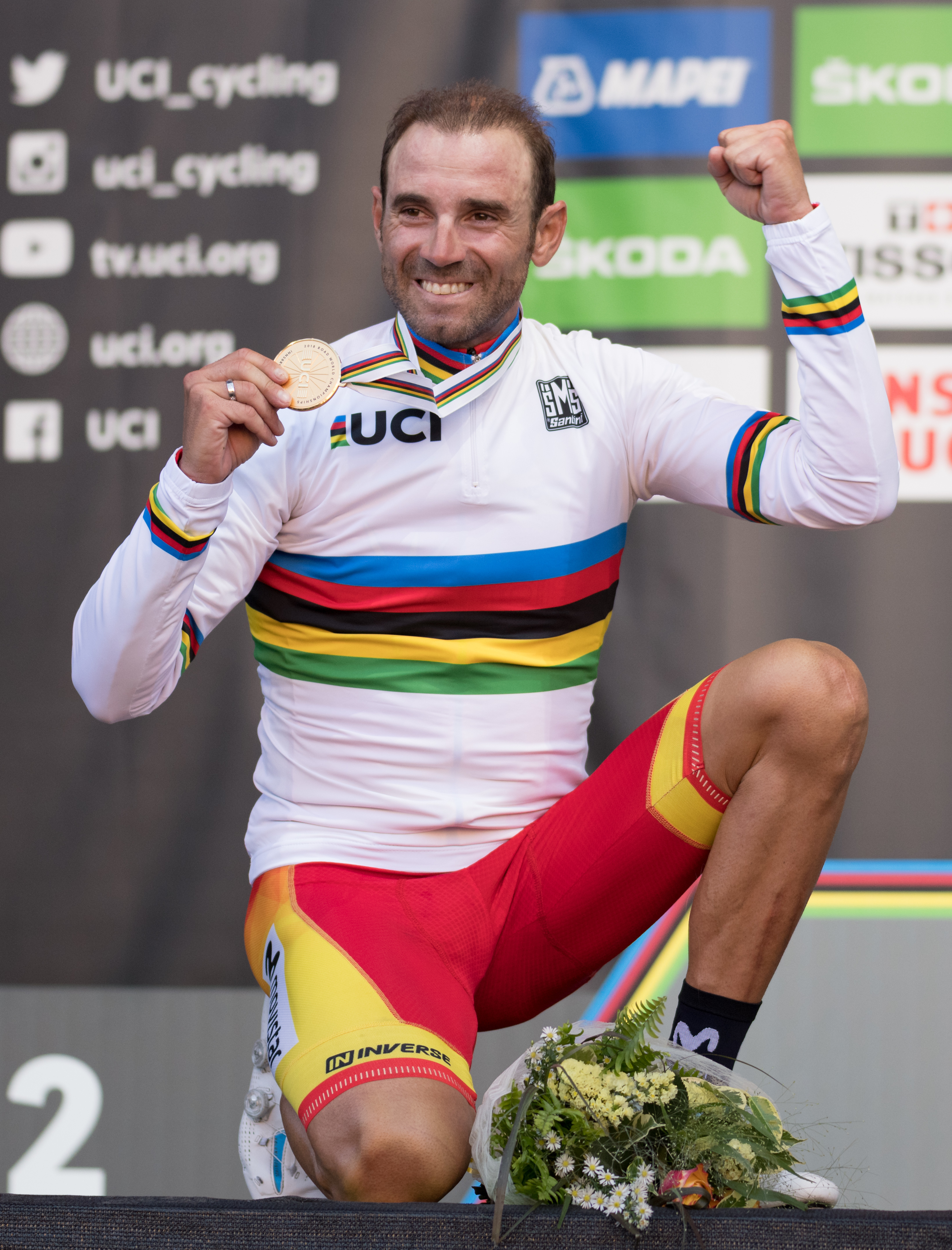
Alejandro Valverde nach seinem Sieg bei der WM 2018; mit sieben Medaillen (1 Mal Gold, 2 Mal Silber, 4 Mal Bronze) war er am häufigsten auf dem Podium vertreten.

| Jahr      | Austragungsort       | Gold                                  | Silber                                | Bronze                                |
| --------- | -------------------- | ------------------------------------- | ------------------------------------- | ------------------------------------- |
| 1927      | Nürburgring          | Alfredo Binda                         | Costante Girardengo                   | Domenico Piemontesi                   |
| 1928      | Budapest             | Georges Ronsse                        | Herbert Nebe                          | Bruno Wolke                           |
| 1929      | Zürich               | Georges Ronsse                        | Nicolas Frantz                        | Alfredo Binda                         |
| 1930      | Lüttich              | Alfredo Binda                         | Learco Guerra                         | Georges Ronsse                        |
| 1931      | Kopenhagen           | Learco Guerra                         | Ferdinand Le Drogo                    | Albert Büchi                          |
| 1932      | Rom                  | Alfredo Binda                         | Remo Bertoni                          | Nicolas Frantz                        |
| 1933      | Montlhéry            | Georges Speicher                      | Antonin Magne                         | Marinus Valentijn                     |
| 1934      | Leipzig              | Karel Kaers                           | Learco Guerra                         | Gustave Danneels                      |
| 1935      | Floreffe             | Jean Aerts                            | Luciano Montero                       | Gustave Danneels                      |
| 1936      | Bern                 | Antonin Magne                         | Aldo Bini                             | Theo Middelkamp                       |
| 1937      | Kopenhagen           | Eloi Meulenberg                       | Emil Kijewski                         | Paul Egli                             |
| 1938      | Valkenburg           | Marcel Kint                           | Paul Egli                             | Leo Amberg                            |
| 1939–1945 | 1939–1945            | nicht ausgetragen (Zweiter Weltkrieg) | nicht ausgetragen (Zweiter Weltkrieg) | nicht ausgetragen (Zweiter Weltkrieg) |
| 1946      | Zürich               | Hans Knecht                           | Marcel Kint                           | Rik Van Steenbergen                   |
| 1947      | Reims                | Theo Middelkamp                       | Albert Sercu                          | Sjef Janssen                          |
| 1948      | Valkenburg           | Albéric Schotte                       | Apo Lazaridès                         | Lucien Teisseire                      |
| 1949      | Kopenhagen           | Rik Van Steenbergen                   | Ferdi Kübler                          | Fausto Coppi                          |
| 1950      | Moorslede            | Albéric Schotte                       | Theo Middelkamp                       | Ferdi Kübler                          |
| 1951      | Varese               | Ferdi Kübler                          | Fiorenzo Magni                        | Antonio Bevilacqua                    |
| 1952      | Luxemburg            | Heinz Müller                          | Gottfried Weilenmann                  | Ludwig Hörmann                        |
| 1953      | Lugano               | Fausto Coppi                          | Germain Derycke                       | Stan Ockers                           |
| 1954      | Solingen             | Louison Bobet                         | Fritz Schär                           | Charly Gaul                           |
| 1955      | Frascati             | Stan Ockers                           | Jean-Pierre Schmitz                   | Germain Derycke                       |
| 1956      | Ballerup             | Rik Van Steenbergen                   | Rik Van Looy                          | Gerrit Schulte                        |
| 1957      | Waregem              | Rik Van Steenbergen                   | Louison Bobet                         | André Darrigade                       |
| 1958      | Reims                | Ercole Baldini                        | Louison Bobet                         | André Darrigade                       |
| 1959      | Zandvoort            | André Darrigade                       | Michele Gismondi                      | Noël Foré                             |
| 1960      | Sachsenring          | Rik Van Looy                          | André Darrigade                       | Pino Cerami                           |
| 1961      | Bern                 | Rik Van Looy                          | Nino Defilippis                       | Raymond Poulidor                      |
| 1962      | Salò                 | Jean Stablinski                       | Seamus Elliott                        | Jos Hoevenaers                        |
| 1963      | Ronse                | Benoni Beheyt                         | Rik Van Looy                          | Jo de Haan                            |
| 1964      | Sallanches           | Jan Janssen                           | Vittorio Adorni                       | Raymond Poulidor                      |
| 1965      | Lasarte              | Tom Simpson                           | Rudi Altig                            | Roger Swerts                          |
| 1966      | Nürburgring          | Rudi Altig                            | Jacques Anquetil                      | Raymond Poulidor                      |
| 1967      | Heerlen              | Eddy Merckx                           | Jan Janssen                           | Ramón Sáez                            |
| 1968      | Imola                | Vittorio Adorni                       | Herman Van Springel                   | Michele Dancelli                      |
| 1969      | Zolder               | Harm Ottenbros                        | Julien Stevens                        | Michele Dancelli                      |
| 1970      | Leicester            | Jean-Pierre Monseré                   | Leif Mortensen                        | Felice Gimondi                        |
| 1971      | Mendrisio            | Eddy Merckx                           | Felice Gimondi                        | Cyrille Guimard                       |
| 1972      | Gap                  | Marino Basso                          | Franco Bitossi                        | Cyrille Guimard                       |
| 1973      | Montjuich            | Felice Gimondi                        | Freddy Maertens                       | Luis Ocaña                            |
| 1974      | Montréal             | Eddy Merckx                           | Raymond Poulidor                      | Mariano Martínez                      |
| 1975      | Yvoir                | Hennie Kuiper                         | Roger De Vlaeminck                    | Jean-Pierre Danguillaume              |
| 1976      | Ostuni               | Freddy Maertens                       | Francesco Moser                       | Constantino Conti                     |
| 1977      | San Cristóbal        | Francesco Moser                       | Dietrich Thurau                       | Franco Bitossi                        |
| 1978      | Nürburgring          | Gerrie Knetemann                      | Francesco Moser                       | Jørgen Marcussen                      |
| 1979      | Valkenburg           | Jan Raas                              | Dietrich Thurau                       | Jean-René Bernaudeau                  |
| 1980      | Sallanches           | Bernard Hinault                       | Gianbattista Baronchelli              | Juan Fernández Martín                 |
| 1981      | Prag                 | Freddy Maertens                       | Giuseppe Saronni                      | Bernard Hinault                       |
| 1982      | Goodwood             | Giuseppe Saronni                      | Greg LeMond                           | Sean Kelly                            |
| 1983      | Altenrhein           | Greg LeMond                           | Adrie van der Poel                    | Stephen Roche                         |
| 1984      | Barcelona            | Claude Criquielion                    | Claudio Corti                         | Steve Bauer                           |
| 1985      | Giavera del Montello | Joop Zoetemelk                        | Greg LeMond                           | Moreno Argentin                       |
| 1986      | Colorado Springs     | Moreno Argentin                       | Charly Mottet                         | Giuseppe Saronni                      |
| 1987      | Villach              | Stephen Roche                         | Moreno Argentin                       | Juan Fernández Martín                 |
| 1988      | Ronse                | Maurizio Fondriest                    | Martial Gayant                        | Juan Fernández Martín                 |
| 1989      | Chambéry             | Greg LeMond                           | Dmitri Konyschew                      | Sean Kelly                            |
| 1990      | Utsunomiya           | Rudy Dhaenens                         | Dirk De Wolf                          | Gianni Bugno                          |
| 1991      | Stuttgart            | Gianni Bugno                          | Steven Rooks                          | Miguel Indurain                       |
| 1992      | Benidorm             | Gianni Bugno                          | Laurent Jalabert                      | Dmitri Konyschew                      |
| 1993      | Oslo                 | Lance Armstrong                       | Miguel Indurain                       | Olaf Ludwig                           |
| 1994      | Agrigent             | Luc Leblanc                           | Claudio Chiappucci                    | Richard Virenque                      |
| 1995      | Duitama              | Abraham Olano                         | Miguel Indurain                       | Marco Pantani                         |
| 1996      | Lugano               | Johan Museeuw                         | Mauro Gianetti                        | Michele Bartoli                       |
| 1997      | San Sebastián        | Laurent Brochard                      | Bo Hamburger                          | Léon van Bon                          |
| 1998      | Valkenburg           | Oscar Camenzind                       | Peter Van Petegem                     | Michele Bartoli                       |
| 1999      | Verona               | Óscar Freire                          | Markus Zberg                          | Jean-Cyril Robin                      |
| 2000      | Plouay               | Romāns Vainšteins                     | Zbigniew Spruch                       | Óscar Freire                          |
| 2001      | Lissabon             | Óscar Freire                          | Paolo Bettini                         | Andrej Hauptman                       |
| 2002      | Zolder               | Mario Cipollini                       | Robbie McEwen                         | Erik Zabel                            |
| 2003      | Hamilton             | Igor Astarloa                         | Alejandro Valverde                    | Peter Van Petegem                     |
| 2004      | Verona               | Óscar Freire                          | Erik Zabel                            | Luca Paolini                          |
| 2005      | Madrid               | Tom Boonen                            | Alejandro Valverde                    | Anthony Geslin                        |
| 2006      | Salzburg             | Paolo Bettini                         | Erik Zabel                            | Alejandro Valverde                    |
| 2007      | Stuttgart            | Paolo Bettini                         | Alexander Kolobnew                    | Stefan Schumacher                     |
| 2008      | Varese               | Alessandro Ballan                     | Damiano Cunego                        | Matti Breschel                        |
| 2009      | Mendrisio            | Cadel Evans                           | Alexander Kolobnew                    | Joaquim Rodríguez                     |
| 2010      | Geelong              | Thor Hushovd                          | Matti Breschel                        | Allan Davis                           |
| 2011      | Kopenhagen           | Mark Cavendish                        | Matthew Goss                          | André Greipel                         |
| 2012      | Valkenburg           | Philippe Gilbert                      | Edvald Boasson Hagen                  | Alejandro Valverde                    |
| 2013      | Florenz              | Rui Costa                             | Joaquim Rodríguez                     | Alejandro Valverde                    |
| 2014      | Ponferrada           | Michał Kwiatkowski                    | Simon Gerrans                         | Alejandro Valverde                    |
| 2015      | Richmond             | Peter Sagan                           | Michael Matthews                      | Ramūnas Navardauskas                  |
| 2016      | Doha                 | Peter Sagan                           | Mark Cavendish                        | Tom Boonen                            |
| 2017      | Bergen               | Peter Sagan                           | Alexander Kristoff                    | Michael Matthews                      |
| 2018      | Innsbruck            | Alejandro Valverde                    | Romain Bardet                         | Michael Woods                         |
| 2019      | Harrogate            | Mads Pedersen                         | Matteo Trentin                        | Stefan Küng                           |
| 2020      | Imola                | Julian Alaphilippe                    | Wout van Aert                         | Marc Hirschi                          |
| 2021      | Leuven               | Julian Alaphilippe                    | Dylan van Baarle                      | Michael Valgren                       |
| 2022      | Wollongong           | Remco Evenepoel                       | Christophe Laporte                    | Michael Matthews                      |
| 2023      | Glasgow              | Mathieu van der Poel                  | Wout van Aert                         | Tadej Pogačar                         |
| 2024      | Zürich               | Tadej Pogačar                         | Ben O’Connor                          | Mathieu van der Poel                  |

## Medaillenspiegel
| Platz | Land               | Gold | Silber | Bronze | Gesamt |
| ----- | ------------------ | ---- | ------ | ------ | ------ |
| 1     | Belgien            | 27   | 13     | 12     | 52     |
| 2     | Italien            | 19   | 21     | 16     | 56     |
| 3     | Frankreich         | 10   | 13     | 15     | 38     |
| 4     | Niederlande        | 8    | 5      | 7      | 20     |
| 5     | Spanien            | 6    | 6      | 12     | 24     |
| 6     | Schweiz            | 3    | 6      | 6      | 15     |
| 7     | Vereinigte Staaten | 3    | 2      | 0      | 5      |
| 8     | Slowakei           | 3    | 0      | 0      | 3      |
| 9     | Deutschland        | 2    | 7      | 6      | 15     |
| 10    | Großbritannien     | 2    | 1      | 0      | 3      |
| 11    | Australien         | 1    | 5      | 3      | 9      |
| 12    | Dänemark           | 1    | 3      | 3      | 7      |
| 13    | Norwegen           | 1    | 2      | 0      | 3      |
| 14    | Irland             | 1    | 1      | 3      | 5      |
| 15    | Polen              | 1    | 1      | 0      | 2      |
| 16    | Slowenien          | 1    | 0      | 2      | 3      |
| 17    | Lettland           | 1    | 0      | 0      | 1      |
| 17    | Portugal           | 1    | 0      | 0      | 1      |
| 19    | Luxemburg          | 0    | 2      | 2      | 4      |
| 20    | Russland           | 0    | 2      | 1      | 3      |
| 21    | Sowjetunion        | 0    | 1      | 0      | 1      |
| 22    | Kanada             | 0    | 0      | 2      | 2      |
| 23    | Litauen            | 0    | 0      | 1      | 1      |
| Total | Total              | 91   | 91     | 91     | 273    |